# افتتاحیه پارالمپیک تابستانی ۲۰۲۴
مراسم افتتاحیه بازی‌های پارالمپیک تابستانی ۲۰۲۴ در شامگاه ۲۸ اوت ۲۰۲۴ در میدان کنکورد پاریس برگزار شد. این اولین باری بود که مراسم افتتاحیه بازی‌های پارالمپیک خارج از استادیوم برگزار می‌شد. کارگردان این مراسم توماس جولی و کارگردان موسیقی آن ویکتور لمنبود. همچنین مدیریت بخش‌های رقص بر عهده مود لو پلادک و طراحی رقص بر عهده الکساندر اکمن بود که این مراسم با موضوع بدن انسان و «تاریخ و پارادوکس‌های آن»، با حضور بیش از ۵۰۰ رقصنده برگزار شد. رژه ملل در شانزلیزه برگزار شد که از میدان شانزلیزه شروع و در میدان کنکورد به پایان رسید. مرحله آخر با گرد هم آمدن چندین حامل مشعل به اوج رسید، که سپس دیگ پارالمپیک، شامل حلقه ای از ۴۰ ریسه ال ای دی کامپیوتری و ۲۰۰ اسپری پخش‌کننده پرفشار آب را روشن کردند که بالای آن یک کره هلیوم ۳۰ متری شبیه بالون هوای گرم قرار داشت. بالا آمدن دیگ در هوا، یادآور آزمایش‌های برادران مون‌گلفیه است که منجر به اولین پرواز بالن هوای گرم در سال ۱۷۸۳ شد. نوازندگان این مراسم شامل کریستین اند د کوئینز بودند.
کایر استارمر نخست‌وزیر بریتانیا، ژنرال مری سیمون فرماندار کانادا، ژنرال سام ماستین فرماندار استرالیا، توماس باخ رئیس کمیته بین‌المللی المپیک، اندرو پارسونز رئیس کمیته بین‌المللی پارالمپیک، آن هیدالگو شهردار پاریس و امانوئل ماکرون رئیس‌جمهور فرانسه که بازی‌ها را افتتاح کرد، از جمله شخصیت‌هایی بودند که در این مراسم شرکت کردند.

## سرودها
- سرود ملی فرانسه
- Paralympic Hymn